# میشائیل زاکریس
میشائیل زاکریس (آلمانی: Michael Zachries; ۲۹ اکتبر ۱۹۴۳ – ۲۸ ژوئیهٔ ۲۰۲۱) قایقران قایق بادبانی اهل آلمان بود.